# أكاديمية بطلي: مهمة أبطال العالم
أكاديمية بطلي: مهمة أبطال العالم (باليابانية: 僕のヒーローアカデミア THE MOVIE ワールドヒーローズミッション، بالروماجي: Boku no Hīrō Akademia Za Mūbī: Wārudo Hīrōzu Misshon) هو فيلم أنمي يابانية من إخراج كينجي ناغاساكي ومن إنتاج استوديو بونز. قصة الفيلم أصلية ومقتبسة من مانغا أأكاديمية بطلي من تأليف كوهي هوريكوشي. عرض الفيلم في اليابان في 6 اغسطس عام 2021.

## القصة
تدور أحداث القصة عن طائفة تسمى هوماريز تعتقد أن القدرات الخارقة في النهاية ستصبح قوية جدًا لدرجة أنها ستؤدي إلى انقراض البشرية، ولهذا السبب قاموا بزرع قنابل في جميع أنحاء العالم مليئة بمادة سامة تتسبب خروج قدرات الناس الخارقة عن نطاق السيطرة، ينتشر أبطال اليابان في جميع أنحاء العالم في محاولة لتعقب العقل المدبر وتقديمه إلى العدالة.

## الأداء الصوتي
| الشخصية                          | الأداء الصوتي                             |
| -------------------------------- | ----------------------------------------- |
| إيزوكو ميدوريا / ديكو            | دايكي ياماشيتا                            |
| كاتسوكي باكوغو / ديناميت         | نوبوهيكو أوكاموتو                         |
| شوتو تودوروكي / شوتو             | يوكي كاجي                                 |
| أولمايد / توشينوري ياغي          | كينتا مياكي                               |
| إينجي تودوروكي / إينديفور        | تيتسو إينادا                              |
| كينغو تاكامي / هوكس              | يويتشي ناكامورا                           |
| أوتشاكو أوراكا / أوارفيتي        | أياني ساكورا                              |
| مومو ياويوروزو / غريتي           | مارينا إينوي                              |
| مينورو مينيتا / غريب جيوس        | ريو هيروهاشي                              |
| تسويو آسوي / فروبي               | آوي يوكي                                  |
| كيوكا جيرو / إيرفون جاك          | كي شيندو                                  |
| إيجيرو كيريشيما / ريد رايوت      | توشيكي ماسودا                             |
| دينكي كاميناري / تشارجبولت       | تاسوكو هاتاناكا                           |
| فوميكاغي توكويامي / تسوكويومي    | يوشيماسا هوسويا                           |
| ميزو شوجي / تينتاكول             | ماساكازو نيشيدا                           |
| هانتا سيرو / سيلوفان             | كيوتاكا فوروشيما                          |
| تيتسوتيتسو تيتسوتيتسو / ريل ستيل | كوجي أوكينو                               |
| تاماكي أماجيكي / سان إيتر        | يوتو أويمورا                              |
| نيجيري هادو / نيجيري-تشان        | كيونو ياسونو                              |
| هيزاشي يامادا / مايك             | هيرويوكي يوشينو                           |
| كلير فويانس                      | يوكو هونا                                 |
| يو تاكياما / مت. ليدي            | كاوري نازوكا                              |
| ريوكو تاتسوما / ريوكيو           | كاوري ياغي                                |
| شينجي نيشيا / كاموي وودز         | ماساميتشي كيتادا                          |
| تايشيرو تويوميتسو / فات غان      | كازويوكي أوكيتسو                          |
| كين إيشياما / سمينتو             | كينتا أوكوما                              |
| كوغو ساكاماتا / غينغ أوركا       | شوهي ماتسودا                              |
| موي كاميجي / برينين              | ميساتو ماواؤتشي                           |
| سالام                            | تاكوما ميازونو                            |
| مدير دبلو أنش أي                 | كيوميتسو ميزوتشي                          |
| آلان كاي                         | هيروفومي نوجيما                           |
| بيروس                            | ماريا إيسي                                |
| سربينترز                         | جونيا إينوكي                              |
| سيديرو                           | يويتشيرو أوميهارا                         |
| ليفياثان                         | شوغو ساكاتا                               |
| روغوني                           | يوكي هاياشي                               |
| رورو سول                         | ناومي أوهزورا                             |
| لالا سول                         | هينا ناتسومي                              |
| مفوض شرطة أوثيون                 | توشيتسوغو تاكاشينا                        |
| إيدي سول                         | توشيهيكو سيكي                             |
| بينو                             | ميغومي هاياشيبارا                         |
| فليكت تورن                       | كازويا ناكاي                              |
| رودي سول                         | ريو يوشيزاوا، أسيسا سيكيني (أيام الطفولة) |

## وصلات خارجية
- الموقع الرسمي (باليابانية)
- أكاديمية بطلي: مهمة أبطال العالم على موقع IMDb (الإنجليزية)
- أكاديمية بطلي: مهمة أبطال العالم على موقع ميتاكريتيك (الإنجليزية)
- أكاديمية بطلي: مهمة أبطال العالم على موقع روتن توميتوز (الإنجليزية)
- أكاديمية بطلي: مهمة أبطال العالم على موقع أول موفي (الإنجليزية)
- أكاديمية بطلي: مهمة أبطال العالم على موقع فيلمافينيتي (الإسبانية)
- أكاديمية بطلي: مهمة أبطال العالم على موقع قاعدة بيانات الأفلام السويدية (السويدية)
- أكاديمية بطلي: مهمة أبطال العالم على موقع قاعدة بيانات الفيلم (الإنجليزية)
- أكاديمية بطلي: مهمة أبطال العالم على موقع ليتربوكسد (الإنجليزية)
- أكاديمية بطلي: مهمة أبطال العالم على موقع كينوبويسك (الروسية)
- أكاديمية بطلي: مهمة أبطال العالم على موقع ANN anime (الإنجليزية)